# Action de Mars

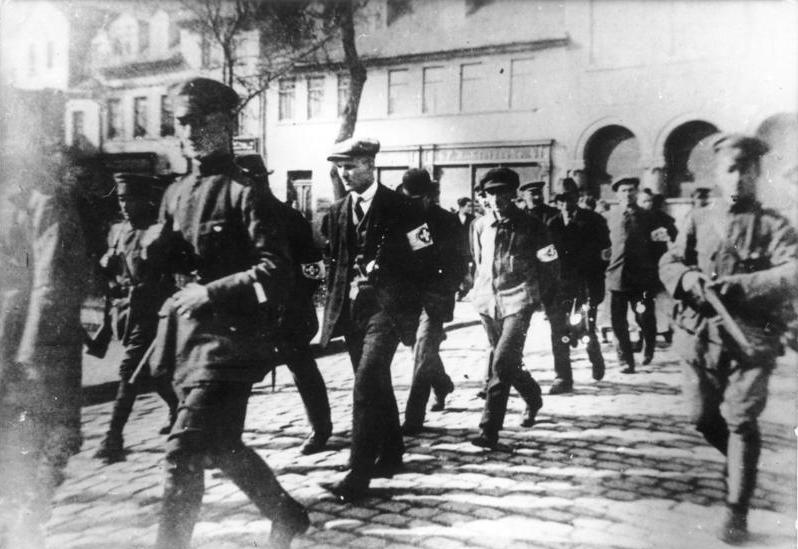
Des ouvriers communistes arrêtés par l'armée pendant les émeutes de mars 1921.

L'« action de Mars » (en allemand Märzaktion, ou Märzkämpfe in Mitteldeutschland, soit Batailles de mars en Allemagne centrale) est un soulèvement mené en mars 1921 sous la république de Weimar, par le Parti communiste d'Allemagne et le Parti communiste ouvrier d'Allemagne. Deux ans après la révolution allemande, les communistes allemands tentent, sous l'influence des envoyés de l'Internationale communiste, de « forcer le cours de la révolution » en soulevant les ouvriers, par le biais d'une grève générale insurrectionnelle, contre un régime parlementaire encore fragile. Mal organisée et minoritaire parmi les ouvriers, la révolte se solde par un échec qui fragilise le mouvement communiste en Allemagne.

## Contexte
Fondé dans la nuit du 31 décembre 1918 au 1er janvier 1919, le Parti communiste d'Allemagne (KPD) a été, peu après sa création, privé de ses deux principaux fondateurs, Rosa Luxemburg et Karl Liebknecht, assassinés à la suite de la révolte spartakiste. Le parti n'en a pas moins gagné en importance, alors que le système politique de la république de Weimar demeure encore fragile et que l'Allemagne se relève difficilement de la Première Guerre mondiale. En 1920, les communistes ont participé au soulèvement de la Ruhr, déclenché en réaction au putsch de Kapp. Jusqu'en 1921, le Parti communiste d'Allemagne (qui porte alors le nom de Parti communiste unifié d'Allemagne, ou VKPD) est présidé par Paul Levi. Ancien compagnon de Rosa Luxemburg, ce dernier se veut l'héritier des idées « luxemburgistes » et se montre méfiant vis-à-vis des directives de l'Internationale communiste (Komintern). Il est cependant loin de bénéficier d'une autorité indiscutée au sein du VKPD, où divers opposants nourrissent contre lui des griefs aussi bien politiques que personnels. Au sein du Komintern, les adversaires de Levi sont notamment soutenus par Karl Radek. En janvier 1921, Levi désapprouve la sécession des partisans de Gramsci qui ont quitté le Parti socialiste italien pour fonder le Parti communiste d'Italie : il démissionne de la présidence du VKPD pour protester contre le rôle de l'Internationale communiste dans cette scission. Heinrich Brandler devient le nouveau dirigeant politique du parti allemand, tandis que August Thalheimer en assure le leadership idéologique. La nouvelle équipe dirigeante du parti, qui compte d'autres radicaux comme Ruth Fischer, Arkadi Maslow et Paul Frölich, est rapidement influencée par un groupe d'envoyés du Komintern, dont le plus connu est Béla Kun, chef de fait du gouvernement révolutionnaire hongrois de 1919,,. 
Béla Kun semble avoir été envoyé en Allemagne à l'instigation du président du Komintern Grigori Zinoviev et de Radek, apparemment sans que Lénine en ait été informé. Si les instructions données à Béla Kun par Zinoviev et Radek ne sont pas connues avec précision, une rumeur affirme que Zinoviev aurait souhaité « forcer » la révolution en Allemagne. Alors que Lénine considérait que, la crise du monde capitaliste s'atténuant, les perspectives de révolution mondiale s'éloignaient, Zinoviev et ses alliés semblent au contraire avoir estimé que la révolution progressait à grands pas et qu'une « offensive révolutionnaire » pouvait faire basculer l'Allemagne. Le président du Komintern jugeait en outre qu'un basculement dans le camp communiste de l'Allemagne — pays alors considéré comme essentiel pour la stratégie révolutionnaire en Europe — aurait permis de se passer de l'étape de la Nouvelle politique économique, que Lénine venait de définir en Russie,.

## Déroulement
Béla Kun arrive en Allemagne fin février ou début mars, en même temps que deux autres envoyés de l'Internationale communiste, le Hongrois József Pogány et le Polonais Samuel Haifiz. Un autre représentant hongrois du Komintern, Mátyás Rákosi, se trouve déjà en Allemagne, où il a contribué à la contestation contre Levi. Dès son arrivée, Béla Kun expose ses vues aux dirigeants du parti allemand : se basant sur la théorie, alors en vogue en Russie, de l'« offensive révolutionnaire », il assure que, dans un contexte la crise internationale ne manquera pas d'aggraver les conditions de vie du prolétariat, le parti allemand se doit de passer à l'action sans attendre. Divers membres du VKPD se montrent sceptiques face à la possibilité de mener une insurrection : Clara Zetkin, notamment, est « épouvantée » par son entrevue du 10 mars avec Béla Kun, et prévient aussitôt Paul Levi des projets de ce dernier,. Béla Kun et les autres envoyés de l'Internationale doivent dès lors user de toute leur autorité pour s'imposer. 

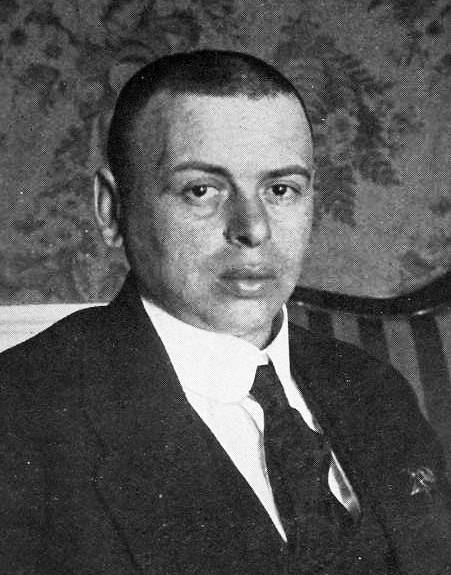
Béla Kun, envoyé de l'Internationale communiste, pousse à l'insurrection le Parti communiste d'Allemagne.

Le comité central du parti allemand se réunit les 16 et 17 mars. Béla Kun lui-même ne semble pas avoir pris la parole lors de la réunion. La majorité des membres présents se montre convaincue de la nécessité de passer à l'action : Paul Frolich soutient le projet avec fougue, et August Thalheimer adhère à la « théorie de l'offensive », qui donnera ensuite à l'insurrection sa justification idéologique. Finalement convaincus de la possibilité de « forcer le cours de la révolution », les chefs du VKPD décident d'une action qui s'étendra à l'ensemble des régions industrielles d'Allemagne centrale. Le comité central n'a pas encore décidé d'une date précise pour l'action, mais convient qu'il faut « tout faire pour organiser la lutte, la mener avec vigueur, mettre les masses en mouvement » et organiser des actions de grève massives, en tenant compte du contexte politique tendu du plébiscite de Haute-Silésie,.
Les communistes allemands envisagent d'abord de mettre à profit les congés de Pâques pour mettre au point une action. Mais, avant la fin de la réunion du comité central, un évènement vient bouleverser ces préparatifs révolutionnaires : le chef de l'administration provinciale de Saxe prussienne, le social-démocrate Otto Hörsing, vient en effet d'annoncer son intention de faire occuper par la police plusieurs zones industrielles, afin d'y ramener la sécurité. Le but, non avoué mais évident, de Hörsing, est de démanteler le bastion communiste de sa province en désarmant les ouvriers qui avaient gardé leurs armes après le putsch de Kapp de 1920. Les communistes usent dès lors des manœuvres de Hörsing comme d'un prétexte pour lancer l'insurrection : Kun persuade Brandler de publier dans Die Rote Fahne, le journal du parti, à appel à l'armement des travailleurs. Publié le 18 mars, l'éditorial est réimprimé plusieurs fois : Die Rote Fahne lance des attaques violentes contre « la bourgeoisie allemande et sa racaille de dirigeants sociaux-démocrates » qui « ont enlevé les armes des mains du prolétariat »,,. Le 20, le journal appelle les ouvriers allemands à venir à l'aide de « leurs frères d'Allemagne centrale ». Le 22, un appel à la grève dans le district de Halle-Mersebourg n'est que médiocrement suivi. 
Le 22, Hugo Eberlein arrive à Halle et explique aux dirigeants communistes d'Allemagne centrale qu'il convient de lancer l'insurrection : il propose de sortir la population de sa passivité en organisant des actions provocatrices, qui consisteraient à organiser de faux attentats contre les locaux du parti communiste pour faire croire à une action des forces réactionnaires. Ces projets tournent cependant court après l'échec d'un attentat à l'explosif contre une usine de Seesen. La situation évolue vraiment du fait de la présence sur place de Max Hoelz, membre du Parti communiste ouvrier d'Allemagne (KAPD), une scission conseilliste du VKPD. Arrivé sur place le 21 mars, il commence d'emblée, avec l'aide de Karl Plättner, un autre militant du KAPD, à prendre la parole dans les assemblées de grévistes et à recruter pour former des groupes armés.
Une partie des militants du VKPD sont circonspects, mais Kun obtient un accord avec le KAPD, en vue d'une action conjointe des deux partis communistes, qui agissent cependant de manière simultanée et parfois concurrente. Alors qu'Eberlein s'efforce de mobiliser ses militants, les membres du KAPD en font autant de leur côté. Des combats de rue sont lancés, dans lesquels s'illustre notamment Max Hoelz. Karl Plättner, de son côté, appelle ses bandes armées à mener l'« expropriation » des possédants. Les violences ont notamment lieu dans les alentours des usines de Leuna, qui viennent de se mettre en grève : mais les ouvriers, rendus circonspects par l'outrance des militants du KPAD, ne répondent pas aux appels à l'insurrection, et se contentent de tenir le « bastion » que représente leur lieu de travail. 
À Berlin, le VKPD et le KAPD organisent un meeting commun durant lequel est lancé le mot d'ordre de grève générale : la manifestation n'a cependant pas le succès escompté ; à Hambourg, Ernst Thälmann organise le 23 mars une manifestation de chômeurs. Les communistes lancent leur mot d'ordre de grève alors que le gouvernement du chancelier Constantin Fehrenbach est mis en difficulté par les demandes excessives des Alliés pour les réparations de guerre,. Mais, à la différence de ce qui s'était passé après le putsch de Kapp, les communistes n'agissent pas en réaction à une tentative de coup d'État, ce qui rend plus difficile la mobilisation des masses ouvrières : l'appel ne rencontre pas l'écho espéré dans la population. 
Le matin du 24 mars, le gouvernement proclame l'état d'urgence à Hambourg et en Saxe prussienne. Hörsing, nommé commissaire du Reich, obtient des pouvoirs extraordinaires pour rétablir l'ordre. Le soir même, le VPKD lance officiellement son mot d'ordre de grève générale. Les communistes tentent par tous les moyens de forcer le déclenchement de la grève : ils essaient d'« électrifier » les masses populaires par des provocations qui vont jusqu'à enlever leurs propres militants et mettre des bombes dans leurs propres locaux, harcèlent les forces de police, et organisent de détachements armés de chômeurs qu'ils envoient s'en prendre aux ouvriers non grévistes jusque dans les usines,. Des incidents se produisent dans des grandes entreprises de Berlin, dans la Ruhr et à Hambourg : dans cette dernière ville, les chômeurs et les dockers qui occupaient les quais en sont chassés après une fusillade. Faute d'un réel soutien au sein de la classe ouvrière allemande, l'action de Mars débouche sur un échec total et les communistes sont bientôt écrasés,. Le 29 mars, les usines de la Leuna sont bombardées par la troupe et les ouvriers qui les tenaient se rendent. Max Hoelz, dans un dernier effort, disperse ses hommes en petits détachements, tandis que les dirigeants communistes de la Ruhr, malgré les ordres contraires de la centrale, donnent l'ordre de reprendre le travail. Le 1er avril, la direction du parti communiste prend acte de son échec et donne finalement l'ordre d'arrêt de la grève.

## Conséquences
L'échec de l'« action de Mars » provoque une crise profonde au sein du Parti communiste d'Allemagne : des dizaines de milliers de militants, qui rejettent aussi bien les actions provocatrices que les violences durant les grèves, quittent le parti. Heinrich Brandler est arrêté. Malgré cette défaite, la direction du Parti communiste n'en continue pas moins d'adhérer à la « théorie de l'offensive révolutionnaire » prônée à l'époque par Nikolaï Boukharine au sein du Komintern. Paul Levi - absent d'Allemagne au moment de l'insurrection - et Clara Zetkin écrivent à Lénine pour lui faire part de leur intention de dénoncer publiquement cette initiative. Lénine leur répond qu'il n'était pas au courant de l'affaire, mais qu'il désapprouve également la « tactique imbécile, gauchiste » apparemment mise en œuvre par un cadre de l'Internationale ; il leur demande cependant de renoncer à leur projet. Levi passe outre et publie un pamphlet, intitulé Notre voie, dans lequel il dénonce l'action de Mars comme « le plus grand des putschs bakouninistes de l'histoire », jugeant que cet épisode pose la question des rapports avec l'Internationale communiste. Il est alors exclu du Parti,. 
Béla Kun tente quant à lui de défendre son action en publiant une brochure dans laquelle il présente la défaite de l'action de Mars comme une victoire, puisqu'elle a abouti à ce que le parti allemand soit purgé de ses « droitiers ». Lors du congrès du Komintern en juin, Lénine tourne en dérision les « kuneries » et prend, dans une certaine mesure, la défense de Paul Levi, arguant que si ce dernier a « perdu la tête, il avait du moins une tête à perdre ». Levi n'est pas réhabilité pour autant. Il dirige brièvement un groupe communiste dissident, avant de rejoindre le SPD dont il anime par la suite l'aile gauche,. Trotsky commente pour sa part que « si l'Internationale suivait automatiquement la voie ouverte par les évènements de mars en Allemagne, d'ici une année ou deux nous n'aurions plus que des débris de partis communistes ».